# Ayres of Selivoe

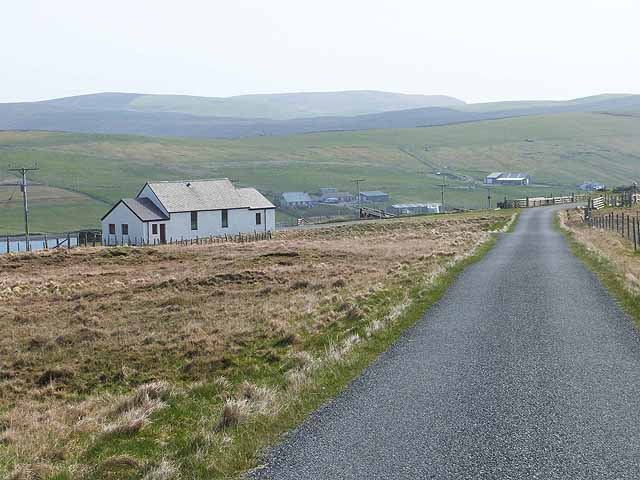
Blick auf Ayres of Selivoe

Ayres of Selivoe ist eine Ortschaft, die im Südwesten der zu Schottland zählenden Shetlands liegt.

## Geographie
Ayres of Selivoe ist ein kleines Dorf, das im Westen von Mainland auf der Halbinsel Walls Peninsula, nördlich und leicht erhöht über Meeresbucht Seli Voe liegt. Gruting liegt 800 Meter entfernt in nordwestlicher Richtung.

## Historisches
Im Rahmen der historischen Gliederung Schottlands in Civil Parishes zählt Ayres of Selivoe zu Sandsting.